# Антей (пьеса)
«Антей» (др.-греч. Ἀνταίος) — трагедия древнегреческого драматурга Фриниха (конец VI — первая половина V века до н. э.). Её текст полностью утрачен.
В основе сюжета «Антея» лежит один из мифов о Геракле. В Ливии этот герой столкнулся с великаном Антеем, который черпал силы из своей матери Земли. Геракл смог победить его в борьбе и задушить, подняв в воздух. Пьеса Фриниха упоминается одним из авторов схолиев к комедиям Аристофана. Известно, что хор в «Антее» составляли ливийцы.
Позже Аристид написал ещё одну пьесу под названием «Антей».